# Ion Creangă

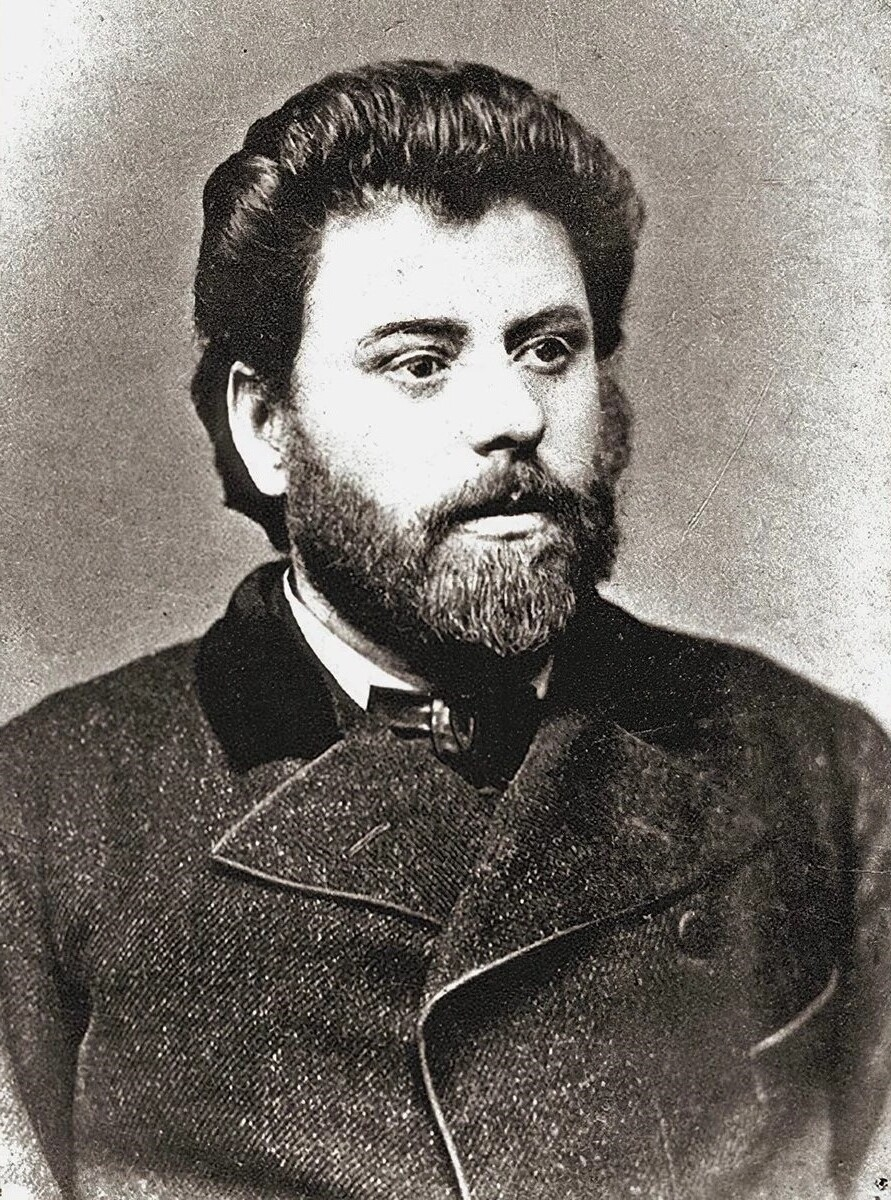
Ion Creangă

Ion Creangă, född 1 mars 1837 i Humuleşti, död 31 december 1889 i Iași, var en rumänsk författare.
Creangă studerade först till rumänsk-ortodox präst i Iași, där han några år var diakon vid olika kyrkor. Efter studier vid det av Titu Maiorescu ledda seminariet Vasile Lupu valde Creangă från 1865 att arbeta som folkskollärare. Han avsattes senare på grund av en konflikt med de kyrkliga myndigheterna, men sedan Maiorescu blivit minister återfick han sin tjänst. 
År 1875 ingick han i författarkretsen Junimea. I tidskriften Convorbiri literare skrev han 1876-89 en serie sagor, Poveşti Bland hans verk märks Soacra cu trei nurori (Svärmodern med tre sonhustrur), Punguța cu doi bani (pungen med två styver), Amintiri din copilărie (1892, Barndomsminnen), samt främst folksägnen Harap alb (Vita moren), utgiven i tysk översättning av L. Weigand 1910. I motsats till författarna Mihai Eminescu och Vasile Alecsandri var Creangă opåverkad av västerländsk litteratur, och baserade sina litterära verk helt på rumänsk tradition.